# Плау-ам-Зе
Плау-ам-Зе (нем. Plau am See) — город в Германии, в земле Мекленбург-Передняя Померания, расположен на Плауэр-Зе.
Входит в состав района Пархим. Подчиняется управлению Плау ам Зее. Население составляет 5648 человек (на 31 декабря 2010 года). Занимает площадь 77,46 км². Официальный код — 13 0 60 061.

## Персоналии
- Бондорфф, Фридрих — немецкий исследователь Африки.
- Вильгельм Вандшнайдер – немецкий скульптор.

## Фотографии

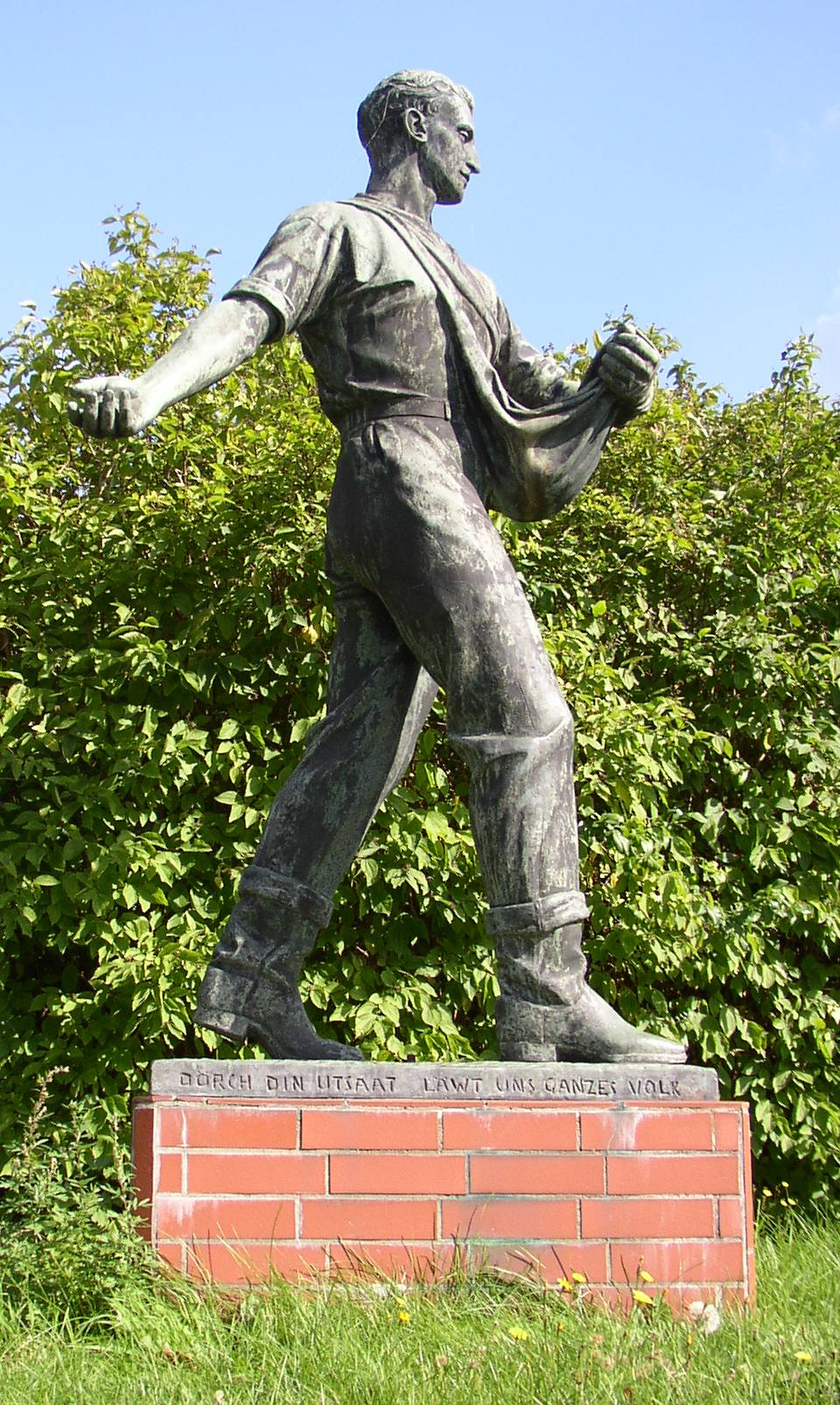
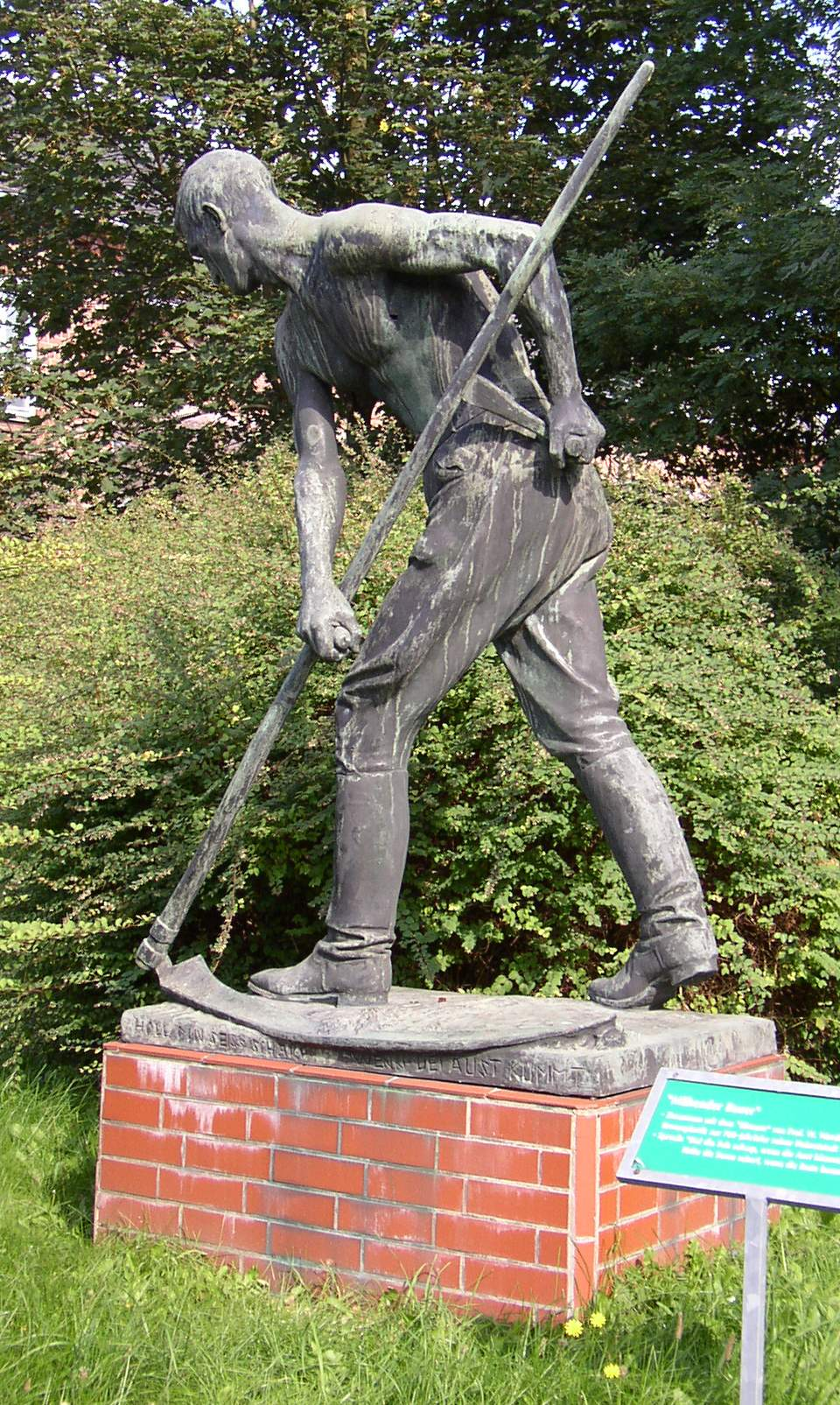
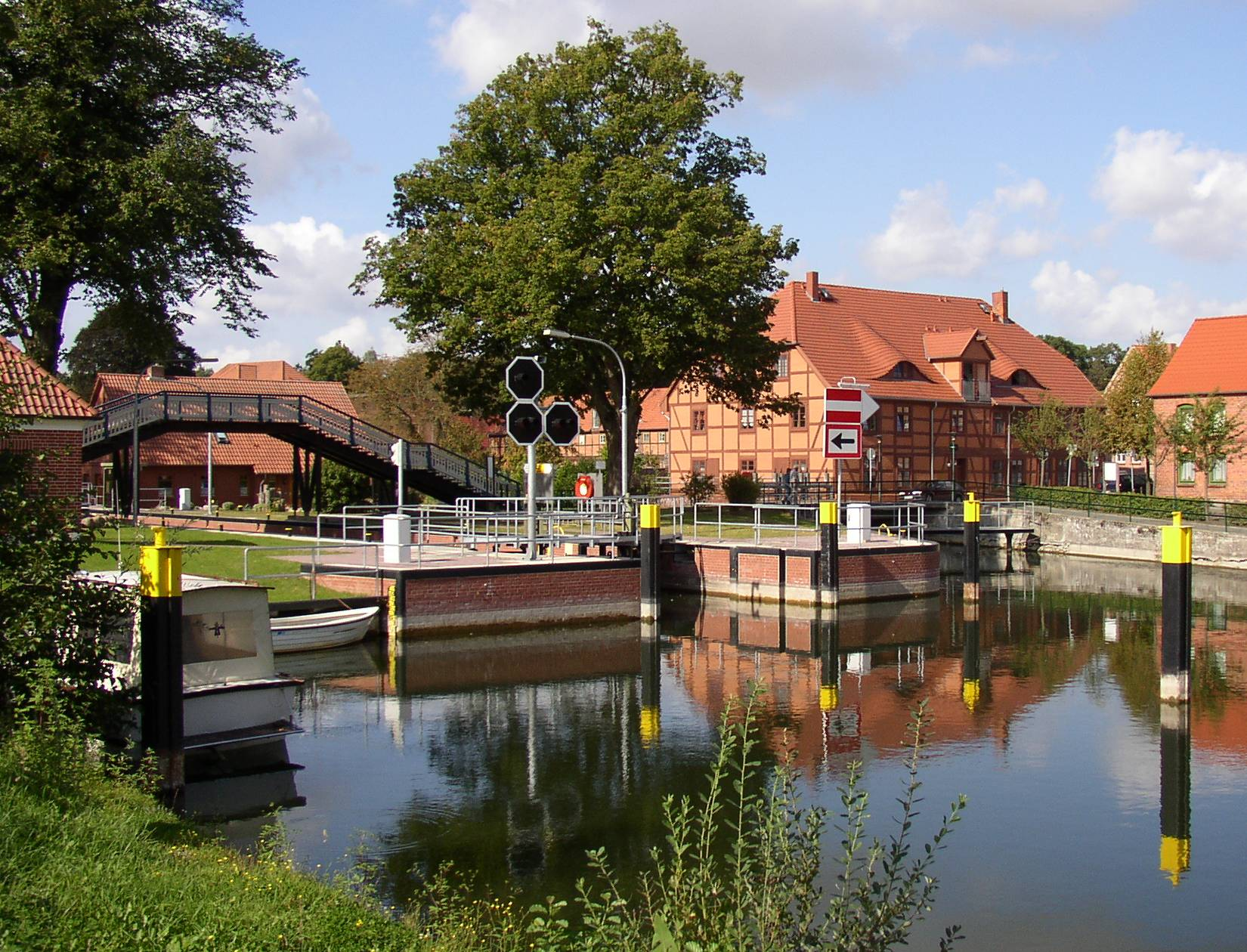
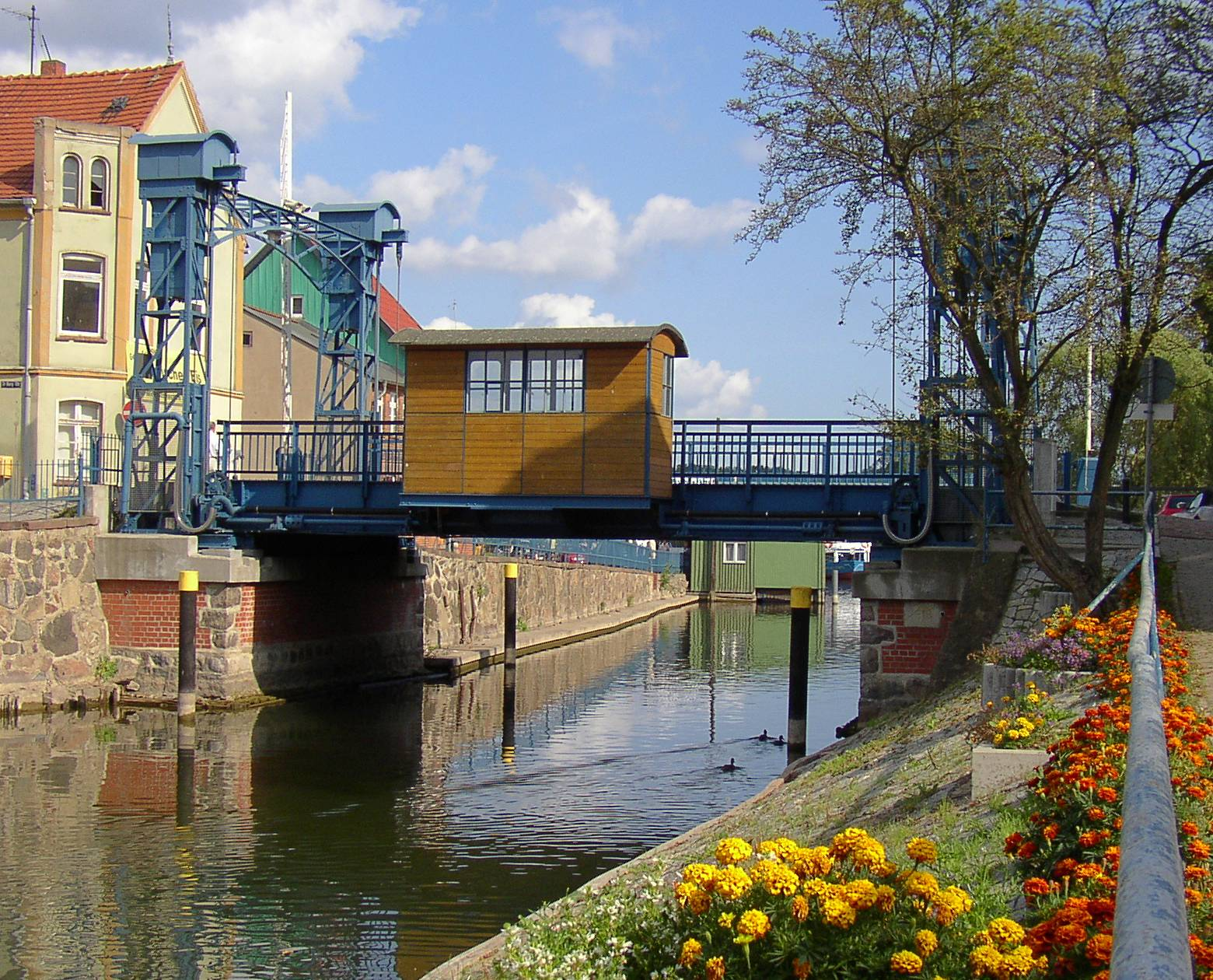